# Peter Graves
Peter Graves, született Peter Duesler Aurness (Minneapolis, Minnesota, 1926. március 18. – Los Angeles, Kalifornia, 2010. március 14.) Golden Globe- és Primetime Emmy-díjas amerikai filmszínész, akit leginkább a Mission Impossible – Az akciócsoport című televíziós sorozat Jim Phelps ügynökeként ismert. Testvére James Arness (1923-2011), amerikai színész volt.

## Élete

### Korai évek
Peter Duesler Aurness néven született 1926. március 18-án, a Minnesota állambeli Minneapolisban. Apja, Rolf Cirkler Aurness (1894-1982), norvég származású üzletember és édesanyja, Ruth (született Duesler, 1986-ban halt meg), újságíró volt. Graves, norvég, német és angol származású volt. A család neve eredetileg "Aursnes" volt, de amikor norvég nagyapja, Peter Aursnes, 1887-ben kivándorolt New York Citybe, megváltoztatta nevének a helyesírását. Peter, a színpadon használta először a "Graves" nevet, ami anyai ágának a családi neve volt. Ezt a nevet használta élete végéig, egyrészt azért, hogy tiszteljék az anyjai ágának családi nevét, másrészt azért, hogy ne keverjék össze a bátyjával, James Arnessel, aki akkor már televíziós csillag volt a Gunsmoke című sorozatban.
Graves, a diplomáját 1944-ben szerezte meg a Southwest High Schoolban. A második világháború vége felé pedig két évet töltött az Egyesült Államok légi erőinek a hadseregében. Ezután beiratkozott a Minnesotai Egyetembe és a GI Billbe, majd tagja volt a Phi Kappa Psi nevű testvériségnek.

### Pályafutása
Graves, színészi karrierje 1950-ben kezdődött. Pályafutása során megjelent több mint hetven filmben, televíziós műsorokban és televíziós filmekben. 1955-ben, Graves csatlakozott az NBC televíziós sorozathoz.

### Magánélete
Graves jámbor keresztény volt. 1950-ben feleségül vette Joan Endresst, akitől három gyermeke született. Ez a házasság Graves haláláig tartott.

### Halála
2010. március 14-én halt meg Los Angelesi otthonában, szívroham következtében, 83 éves korában.

### Díjai
Graves, 1971-ben Jim Phelps megformálásáért, amit a Mission: Impossible című sorozatban nyújtott, elnyerte a Golden Globe-díjat. Emellett még Emmy-díj jelölést is kapott. Végül 1997-ben elnyerte az Emmy-díjat is, miután kiemelkedő szerepet nyújtott egy történelmi műsor házigazdájaként a Biography-ban.

## Filmszerepei
- 1951 - Testvérbosszú (Fort Defiance)
- 1953 - 17-es fogolytábor (Stalag 17)
- 1953 - Beneath the 12 Mile Reef ... Arnold
- 1953 - Távol Szumátrától (East of Sumatra) ... Cowboy
- 1953 - Hadiösvényen (War Paint)
- 1955 - A meztelen utca (The Naked Street)
- 1955 - Billy Mitchell haditörvényszéke (The Court-Martial of Billy Mitchell)
- 1955 - A vadász éjszakája (The Night of the Hunter) ... Ben Harper
- 1955 - A Yuma erőd (Fort Yuma)
- 1955 - Rablótanya (Robbers' Roost)
- 1965 - A Rage to Live
- 1966 - A folyón át Texasba (Texas, Across the River)
- 1966 - Mission: Impossible (tv-sorozat) ... Jim Phelps
- 1969 - Ötfős hadsereg (Un esercito di cinque uomini)
- 1980 - Airplane!
- 1982 - Airplane 2. – A folytatás (Airplane II: The Sequel)
- 1984 - Őrült küldetés 3. (Zuijia paidang zhi nuhuang miling)
- 1984 - Gyilkos sorok (tv-sorozat) ... Dr. Edmund Gerard
- 1987 - Ha kedd van, akkor az megint Belgium (If It's Tuesday, It Still Must Be Belgium)
- 1987 - Az első számú célpont (Number One with a Bullet) ... Ferris kapitány
- 1987 - Szerelemhajó – Ki ölte meg Maxwell Thornt? (The Love Boat: Who Killed Maxwell Thorn)
- 1988 - A nő, akit szerettek (The Woman He Loved)
- 1988 - Mission: Impossible – az akciócsoport (Mission: Impossible, tv-sorozat) ... Jim Phelps
- 1990 - Bérgyilkost fogadtam (I Hired a Contract Killer)
- 1991 - Öreglányok (tv-sorozat) ... Jerry Kennedy
- 1993 - Addams Family 2 – Egy kicsivel galádabb a család ... Host
- 1994-2001 - Biography (tv-sorozat, dokumentumfilm) ... Narrátor
- 1997-2007 - Hetedik mennyország (tv-sorozat) ... John 'The Colonel' Camden
- 1998 - Hódító hódok (tv-sorozat) ... General Warning / Narrator
- 1999 - Halálbiztos diagnózis (tv-sorozat) ... Doctor on TV
- 2001 - Don't Ask Don't Tell ... Dr. Douglas Martin/Fartin
- 2001 - Öreg díva, nem vén díva (These Old Broads) ... Bill
- 2002 - Men in Black – Sötét zsaruk 2. ... önmaga
- 2005 - Doktor House (tv-sorozat) ... Myron
- 2006 - Minoriteam (tv-sorozat) ... Sheldon
- 2006 - Döglött akták (tv-sorozat) ... Anton Bikker
- 2007 - Amerikai fater (tv-sorozat) ... Mr. Pibb
- 2010 - Vakáció a vadonban (Jack's Family Adventure)

## Fordítás
Ez a szócikk részben vagy egészben  a   Peter Graves című angol Wikipédia-szócikk fordításán alapul.  Az eredeti cikk szerkesztőit annak laptörténete sorolja fel. Ez a jelzés csupán a megfogalmazás eredetét és a szerzői jogokat jelzi, nem szolgál a cikkben szereplő információk forrásmegjelöléseként.